# Albizia boivinii
Albizia boivinii är en ärtväxtart som beskrevs av Eugène Pierre Nicolas Fournier. Albizia boivinii ingår i släktet Albizia och familjen ärtväxter. Inga underarter finns listade i Catalogue of Life.